# 京阪13000系電車
1. きかんしゃトーマス号
2. 6次車

京阪13000系電車（けいはん13000けいでんしゃ）は、2012年（平成24年）から京阪電気鉄道（京阪）が導入している通勤形電車である。

## 概要
本系列は、京阪線の通勤車として運用されている2200系・2600系0番台・5000系の置き換えを目的に導入された。製造は川崎重工業および2021年（令和3年）以降分社化された川崎車両が担当する。2002年（平成14年）および2006年（平成18年）に導入された10000系ならびに2008年（平成20年）に導入された2代目3000系をベースに開発された。京阪電鉄で導入される新造車は2代目3000系以来、4年ぶりとなる。
2012年（平成24年）以降、宇治線・交野線向けの4両編成が投入され、2014年（平成26年）からは京阪本線・鴨東線・中之島線向けの7両編成も投入された。さらに2021年（令和3年）からは6両編成も投入された。
アルミ合金製の車体とVVVFインバータ制御の採用により、2600系との比較で約35 %の消費電力削減が、また、2600系20両を代替することにより、運転用全体で約1 %消費電力の削減が実現する見込みである（20両で年間約60万立方メートルのCO2排出を削減）。
2025年（令和7年）4月1日現在、京阪に在籍する系列の中では133両と最多の車両数（次点は6000系の112両）を有する。
更に2024年度から2026年度に掛けて67両を増備し、残存する1000系・2200系・2400系・2600系を全て置き換える事が発表された。
増備が完了すると、在籍車両は計186両となり、京阪線の全在籍車両の30%が本形式となり、同時にダブルデッカーの8000系8800形を除き、アルミ製車体に統一されることになる。

## 車体
車体は大型中空押出材によるセミダブルスキン構体を採用したアルミ合金製で、一部摩擦攪拌接合を用いた箇所がある。台車はダイレクトマウント式空気ばね台車を採用している。また、前面強度の向上やオフセット衝突への対策など、車体強度の向上も行われている。
外観は、2代目3000系で採用された「風流の今様」のデザインコンセプトを継承する。京阪電鉄の一般車として、製造当初から新塗装（シティ・コミューター、緑と白）を纏っているのは本系列が初である。
エクステリアデザインとして、「風流の今様」を具現化するモチーフとしての「スラッシュ・ムーン」という円弧形状に加え、コーナーにエッジを持たせた「ウェッジシェイプ」というテーマを導入し、通勤車らしい軽快感を演出する。
13000系は柔軟な組成変更に対応できる構造となっている。13001F - 13007Fは他の編成と併結可能な仕様となっており、奇数編成の淀屋橋方先頭車と偶数編成の出町柳方先頭車は車体正面裾部とスカートに切り欠きがあるほか、併結時に先頭部に幌座・幌を取り付けることで車内の通り抜けも可能となる。

## 機器
台車は、電動車には川崎重工（現：川崎車両）製、付随車には住友金属工業（現：新日鐵住金→日本製鉄）製の空気ばね台車が採用されている。
制御装置には、2代目3000系車両と同型の2レベルVVVFインバータ（IGBT素子）装置が採用されている。
4次車までは廃車車両から流用した下枠交差型パンタグラフ（架線との摩擦摺動により発生する走行騒音を低減させるためのCFRP製のパンホーンが追加で搭載された）だったが、5次車においては新造品のシングルアーム型パンタグラフが採用されている。
自動列車停止装置(ATS)については、京阪型速度照査ATSから多情報連続制御式ATS「K-ATS」へ全線において更新を行ったため、ATS車載器は、旧型の機能も備えた新型の装置が搭載されている。
2017年（平成29年）よりヘッドライトのLED化が行われており、現在では全編成のLED化が完了した。2次車以降は登場時よりLEDであるが、13021Fについては前照灯がシールドビームで試運転されていたことがある。

## 内装
インテリアには外観との調和を考慮して「京都らしさ」をイメージした墨色を取り入れ、京都の石畳をイメージした床面のほか、つり革のストラップ、座席の背ずり、袖仕切りを墨色、つり革の握りと座布団を萌黄色とし、背ずりの円弧模様や袖仕切りの縁に橙色を配し、アクセントとしている。座席構造はロングシートで、1人あたりの座席幅470 mmのバケットシートが採用されている。
自動音量調整機能つき自動放送装置を搭載しており、特急・通勤快急・快速急行運用においては日本語と英語アナウンスを実施することが可能（現在はタブレット端末により全列車で多言語放送可能）。また、バリアフリー対応として車椅子スペースや転落防止外ほろ、誘導鈴、扉開閉予告灯が設置され、荷棚の高さは従来車両よりも20 mm低い1,750 mm、優先座席部は従来より50 mm低い1,720 mmとしている。さらに、京阪の車両では初めて弱視利用者向けに配慮して客用扉の端部と出入口の足元にオレンジ色のラインが配されている。なお、客室照明は蛍光灯カバーが10000系10004F以降同様に省略されている。
安全性向上のため、万一の事故時や急ブレーキ時に、乗客同士や車内設備との衝突で怪我をすることを防ぐよう、握り棒（手摺）の増設と座席端部の袖仕切が大型化されている。
サービス向上として、除湿機能を備えた全自動空調装置やLCD式車内案内表示器も設置される。また、腰掛は足元の空間を広げるために京阪では初めて片持ち式を採用した。車端部のみは情報関係などの機器を収納するため、従来の脚台式となっている。
車内妻面に掲出されている車両番号・落成年・「Kawasaki」ロゴ・禁煙ピクトグラムは、2代目3000系や8000系同様、全て1枚のステッカーにまとめられているが、号車番号は省略されている。
2014年（平成26年）に製造された13006F・13021F以降は従来の戸閉予告ブザーに加えて、2打式ドアチャイム（JR西日本の通勤・近郊・特急形電車と同一の音）が追加、室内灯はすべて蛍光灯型LED照明に変更され、その消費電力は従来の半分以下に削減されている。
また、2021年（令和3年）1月22日から順次デジタルサイネージ用18.5インチフルHD対応LCDの設置が開始された（0番台を除く）。

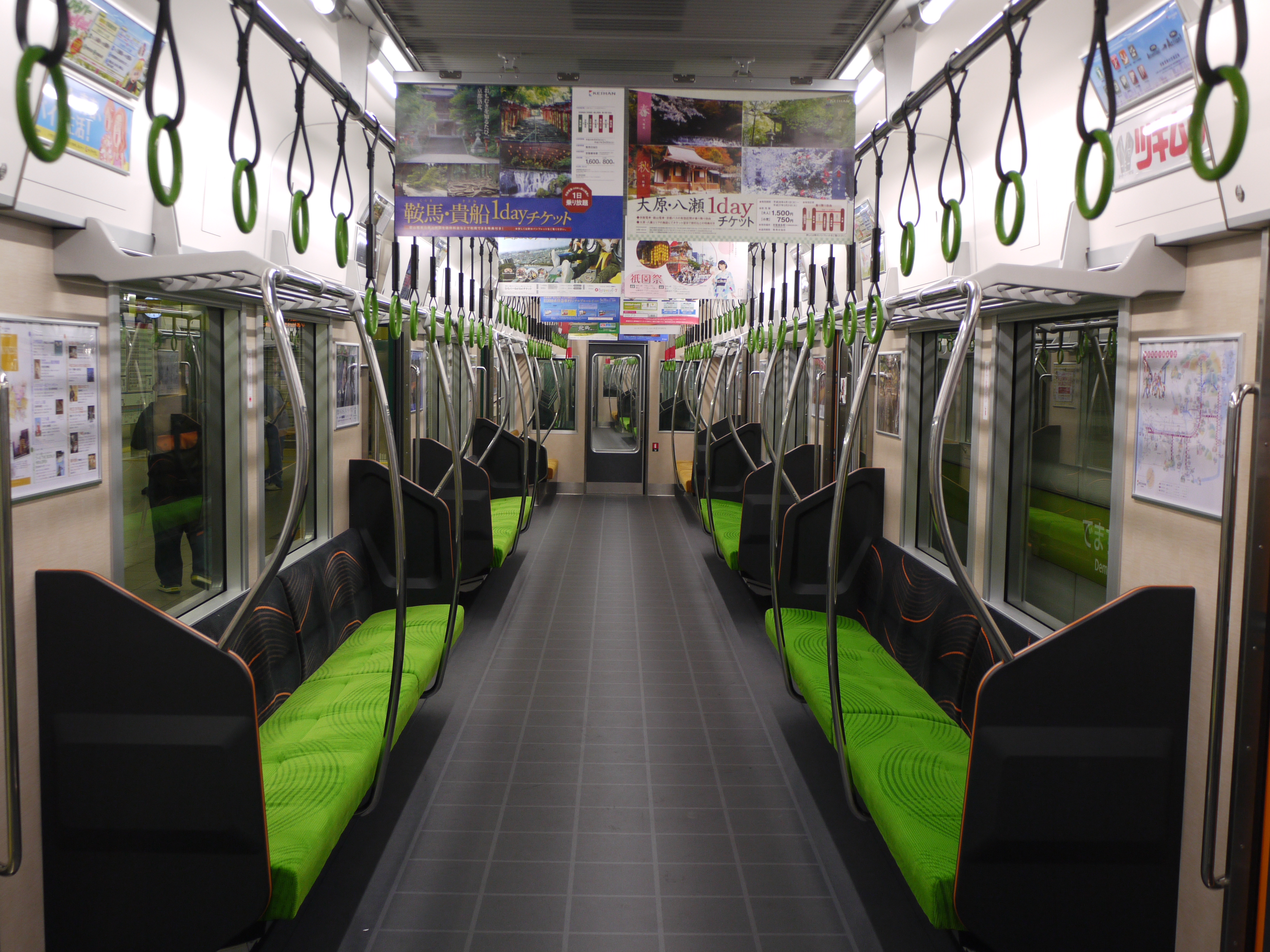
車内
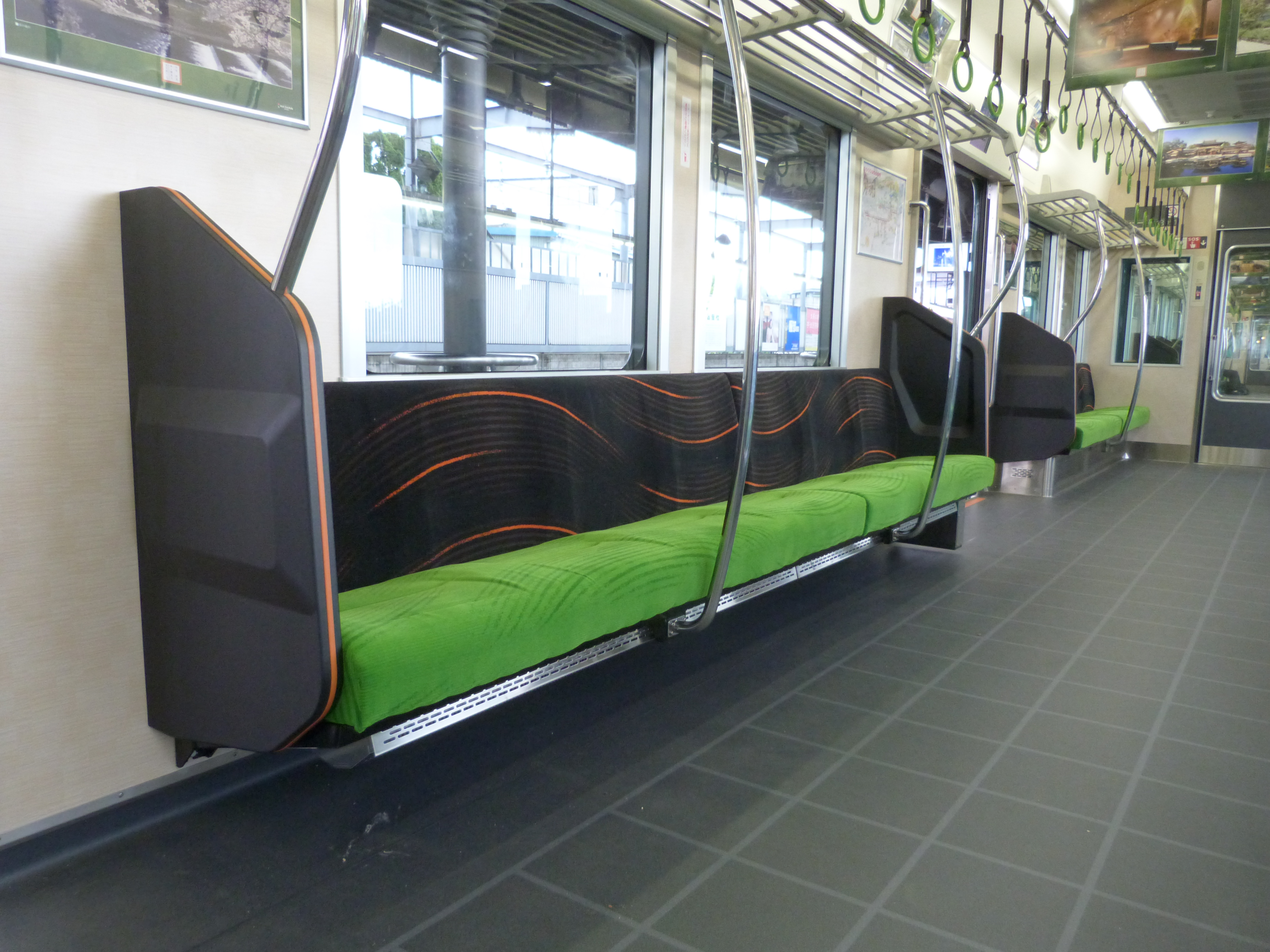
京阪で初めて採用された片持ち式座席。奥に見える車端部座席は脚台式のほか、6000系で一旦廃された妻面窓が復活している。座席周りの握り棒にも円弧の意匠が取り入れられている。
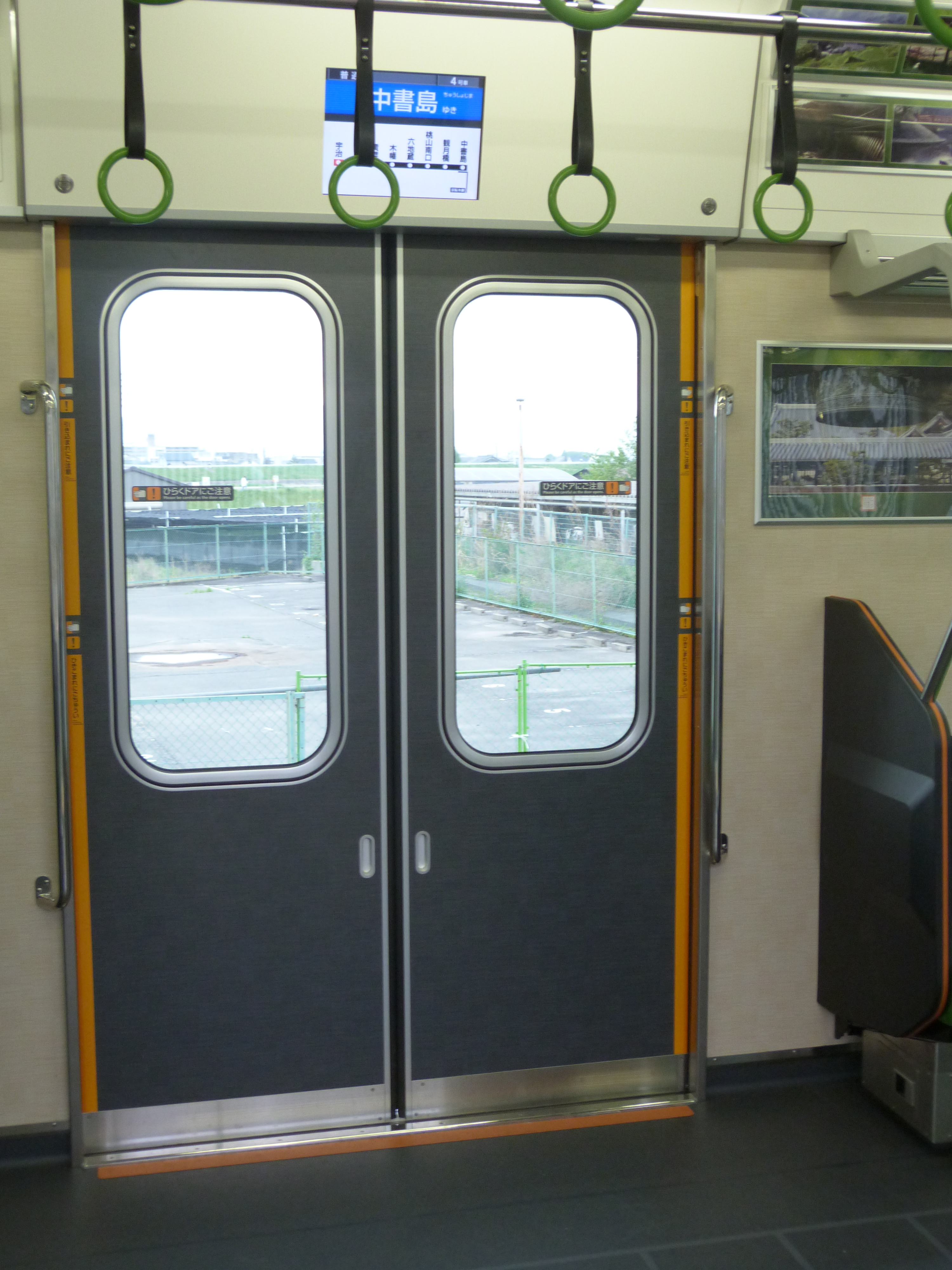
ドア上部に設置のLCD表示器
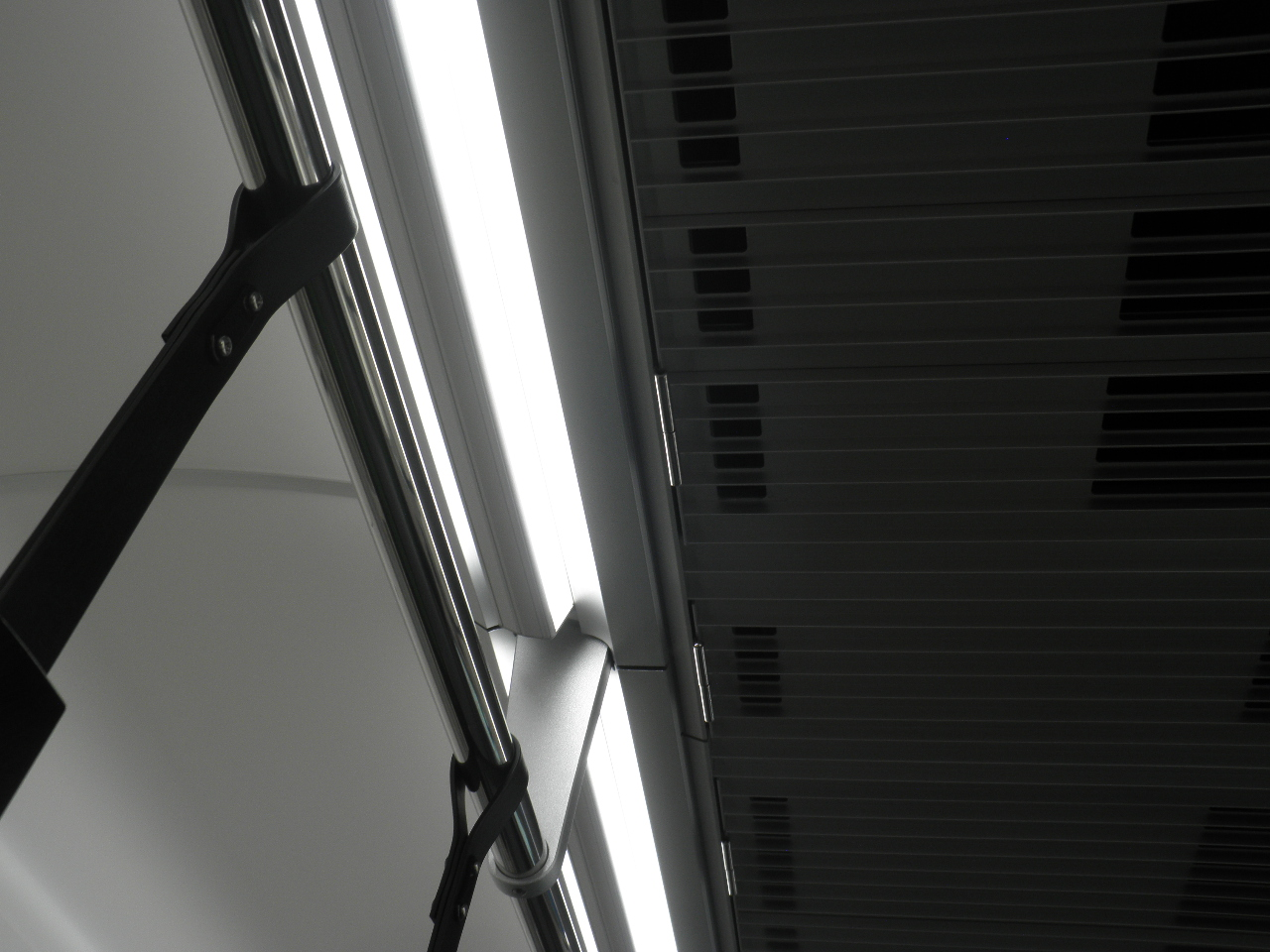
2016年度導入車両から車内LED照明の形状が変更された。

## 製造

### 1次車
2012年（平成24年）3月12日から14日にかけて寝屋川車庫に13001Fが搬入され、3月26日より試運転が実施された。4月14日、中之島発宇治行き臨時列車で営業運転を開始した。ワンマン運転にも対応しており、交野線においては運用開始当初よりワンマン運転を実施し、宇治線でも2013年6月1日よりワンマン運転が開始された。同年7月までに、13005Fまでの4両編成×5本が落成した。

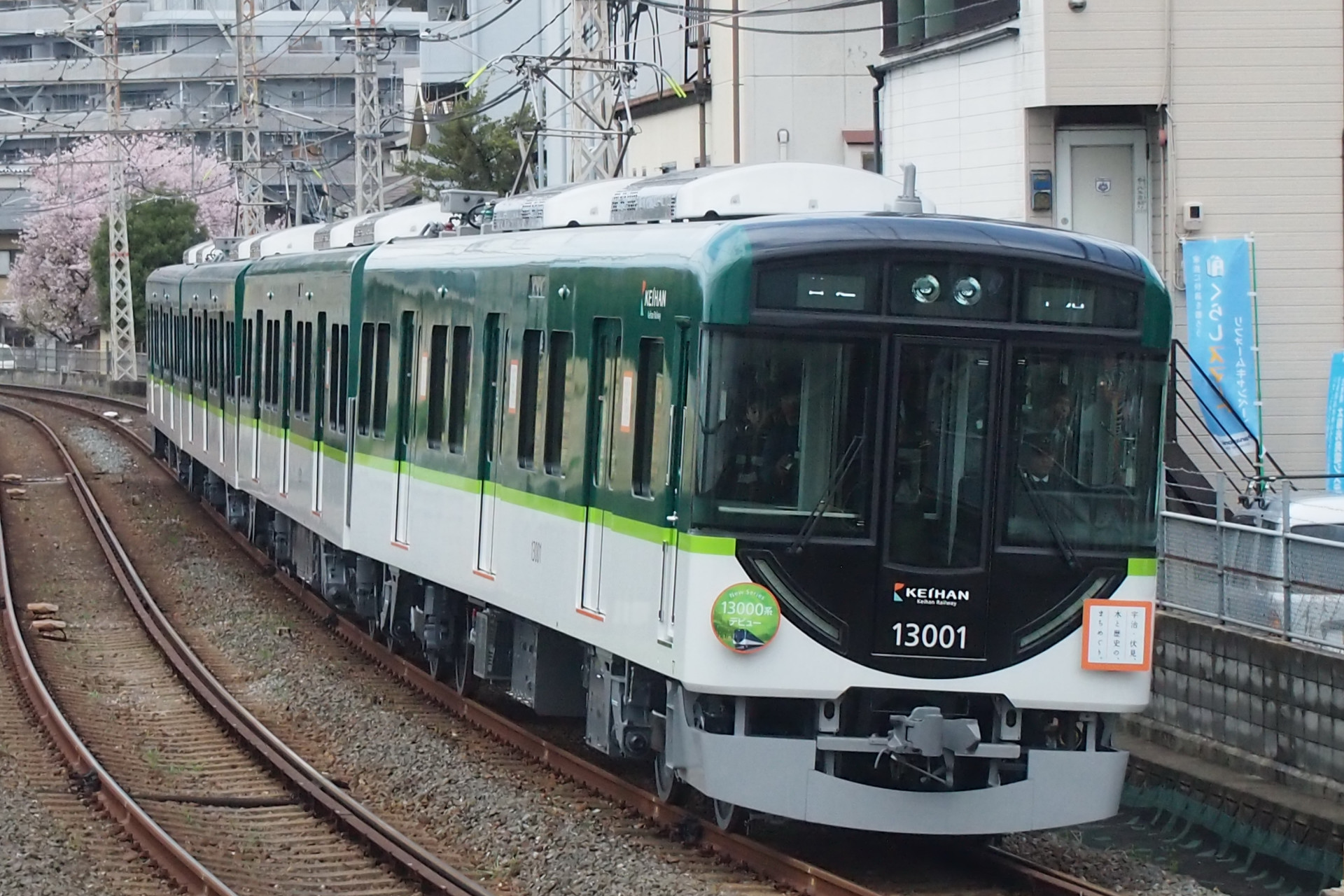
営業初日に宇治線を走行する13001F （2012年4月14日 観月橋駅 - 桃山南口駅間）
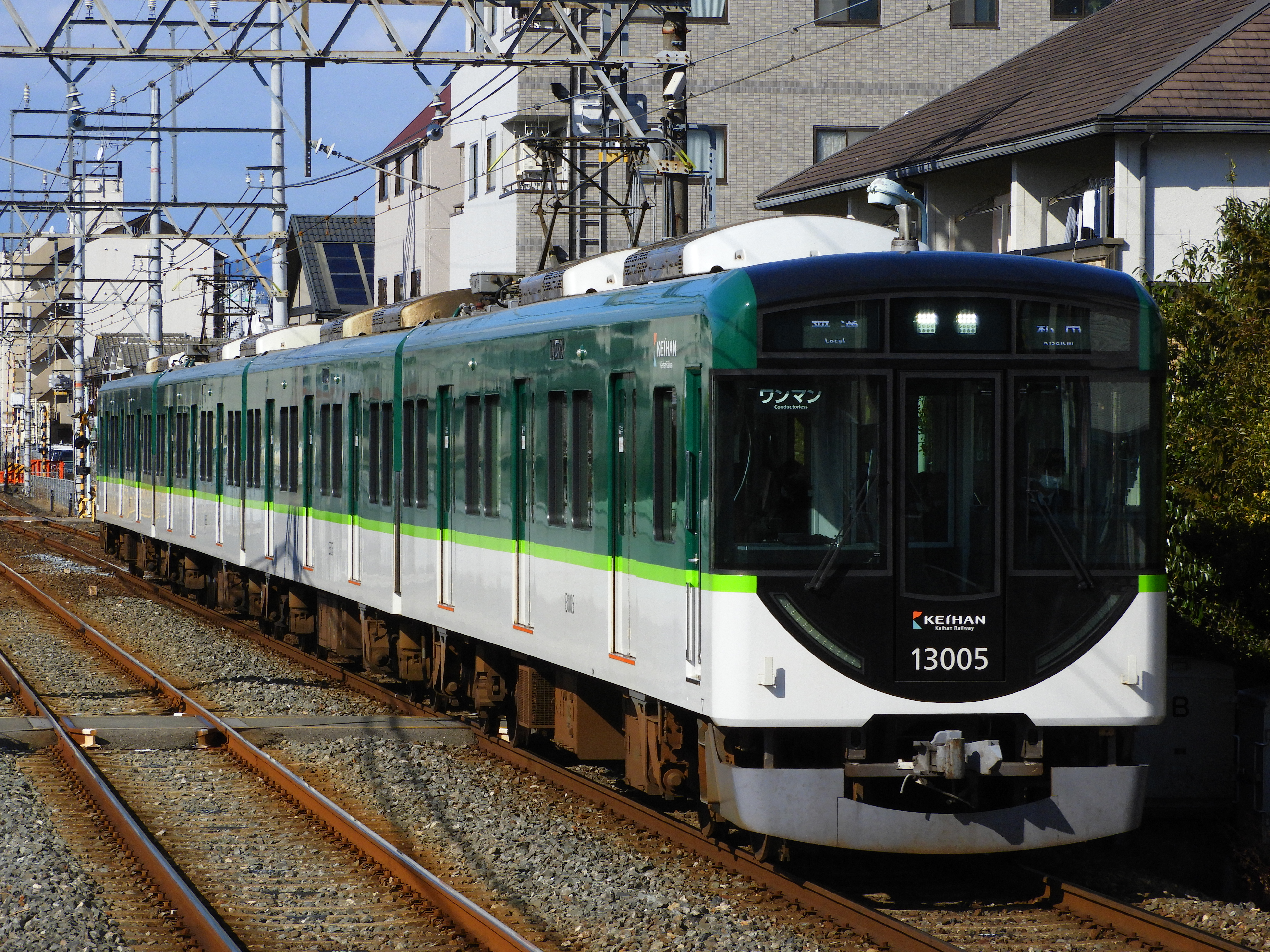
交野線で運用される13005F （2021年1月30日 村野駅）

### 2次車

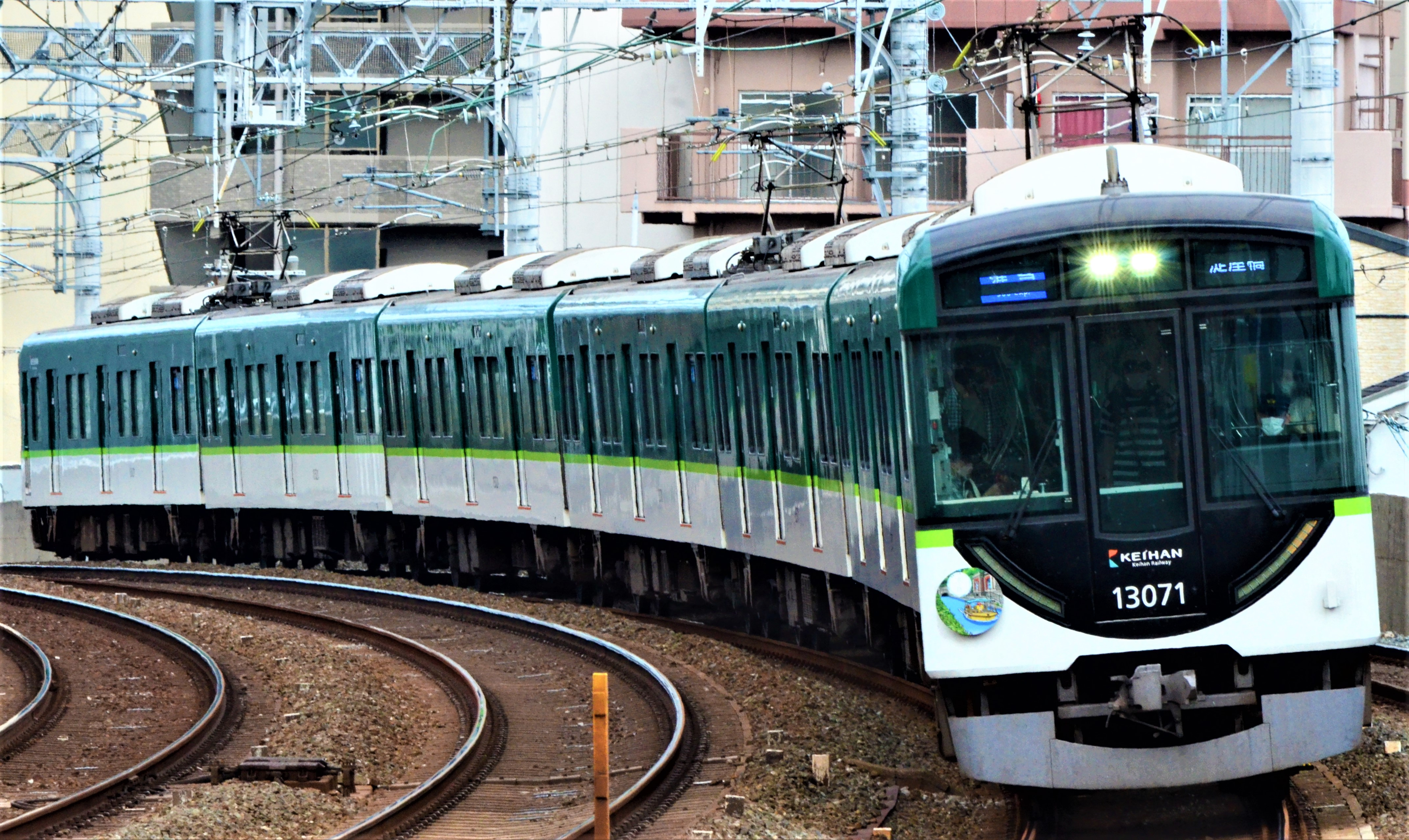
HM付7両の13021F
（2022年8月14日）

2013年（平成25年）度以降も旧型車両の置き換えとして増備されることとなって、2014年（平成26年）3月には6編成目となる13006F（4両編成）が落成した。続いて4月には20番台の車両番号を付された本線用の7両編成の13021Fが落成し、同年5月末より京阪本線・鴨東線・中之島線で営業運転を開始した。続いて、同年7月末には13022Fも導入された。本線用の7両編成の通勤車は1995年（平成7年）の7200系以来、19年ぶりの導入である2次車からは前照灯および室内照明灯にLEDを採用し、更なる消費電力削減を図っている。

### 3次車
2016年（平成28年）7月に、4両編成では7編成目（7両編成を含めると9編成目）となる3次車の13007Fが製造された。ドアの開閉の音がより静かになり、LED式室内照明灯の形式変更、座席下の機器改良がされた。続いて、同年8月には本線用の7両編成では3編成目となる13023F、同年9月には7両編成では4編成目となる13024Fが竣工している。さらに、同年度中に7両編成では5編成目となる13025Fも竣工している。

### 4次車
2018年（平成30年）度には7両編成×2本の計14両が製造され、4月18日付けで13026Fが、5月22日付けで13027Fが落成した。この2編成の製造は2018年（平成30年）6月15日に京阪が発表した『2018年度 鉄道事業設備投資計画』に含まれている。

### 5次車

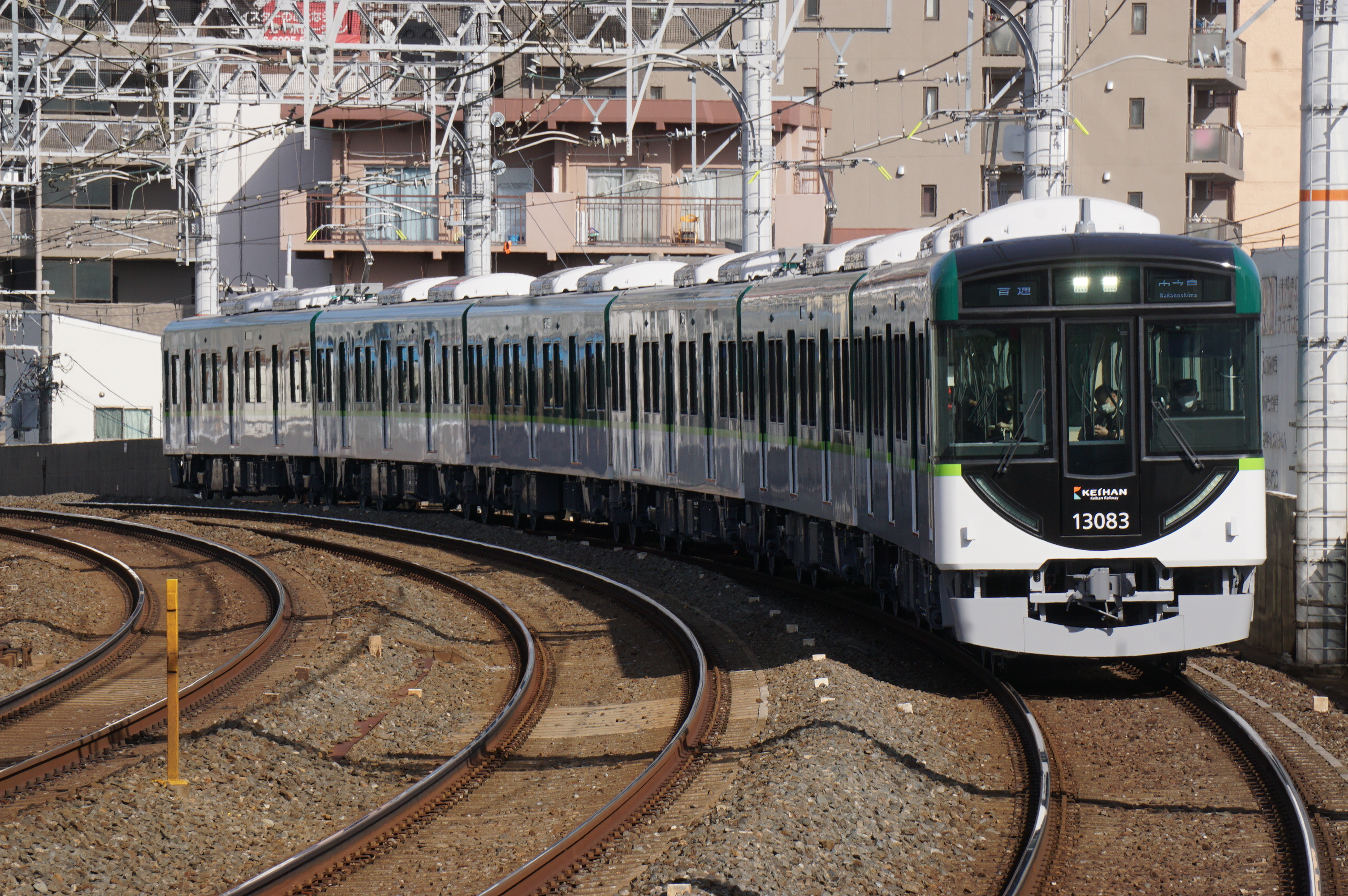
6両編成で製造された13033F
（2021年3月18日）

2021年（令和3年）度中に京橋駅に設置予定のホームドアに扉の位置が合わない5000系の置換えを目的とし、2020年（令和2年）度に6両編成×4本、2021年（令和3年）度に6両編成×2本の計36両を新造した。6両編成には30番台の車両番号が付与された。5次車からは扉上部に戸挟み検知装置が新設され、車内には防犯カメラ（1両あたり3か所）や、扉上部に広告用デジタルサイネージ（1両あたり3か所）が設置される。広告用デジタルサイネージについては20番台や6000系にも2022年（令和4年）までに設置予定である。また、京阪線の通勤車では初のシングルアーム型パンタグラフが採用された。

### 6次車
2024年（令和6年）から2025年（令和7年）度に先頭車のみの18両が導入され、余剰になった中間車を組み込んで4両編成で運用されている。また登場時より車外側面カメラを搭載している。

### 7次車
2025年（令和7年）から2026年（令和8年）度に49両の導入が予定されている。

### 編入車

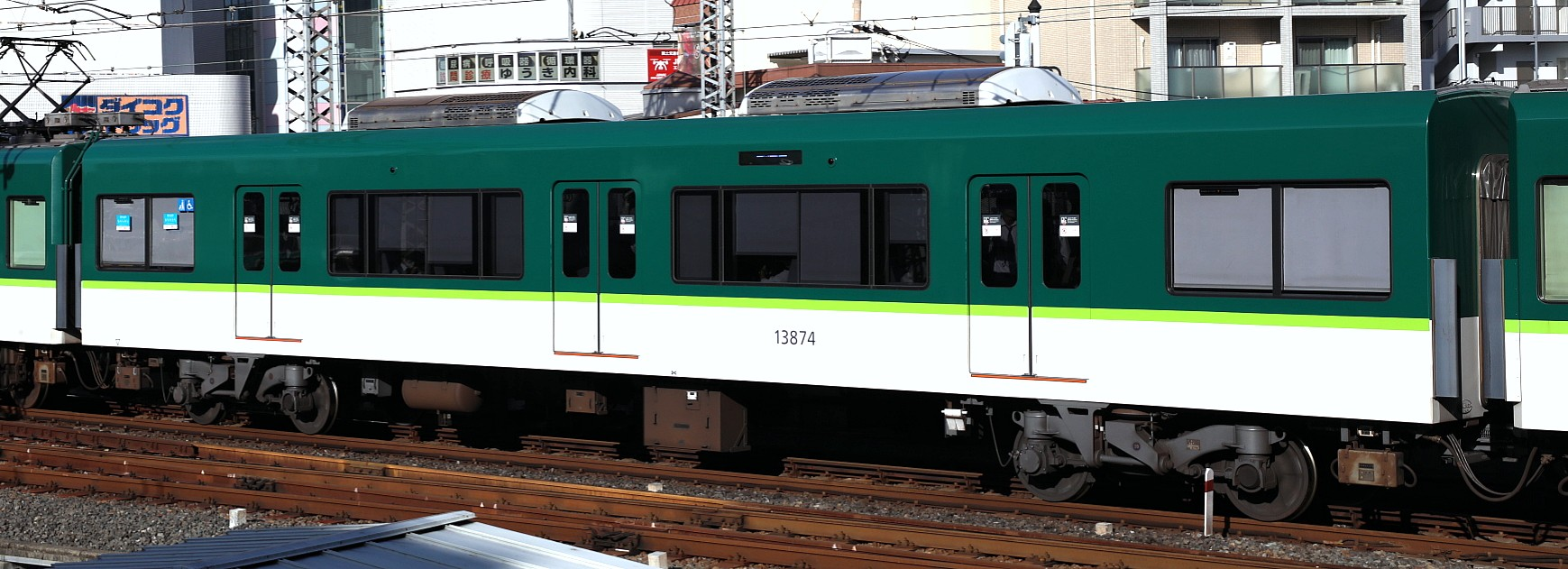
3000系からの編入車13850形

2代目3000系にプレミアムカーを新造し組み込んだ代わりに編成から外されて運用を離脱していた中間車3750形6両が本系列に編入され、13850形へと改番された。2023年（令和5年）6月29日に、元3751号車が13871号車へと改番のうえ、13771号車と入れ替えの形で13021Fに組み込まれ営業運転に復帰したのを最初として、13022F以外の20番台6編成に順次組み込まれた。本系列に合わせた塗装変更や、ドアチャイムの追加などの改造は行われているものの、座席は3000系時代と同様のセミクロスシートとなっている

## 運用
2025年（令和7年）現在、4両編成（0番台と30番台）は宇治線・交野線・京阪本線（淀駅以西）・中之島線で、7両・8両編成（20番台）は京阪本線・鴨東線・中之島線で運用されている。
2012年（平成24年）4月14日に第1編成（13001F）が運用開始し、同年7月13日には4両編成×5本が揃い、2600系4両編成は宇治線の定期運用から離脱した。
2013年（平成25年）6月1日から宇治線でワンマン運転が開始されたことにより、13000系は10000系と共通運用となったため、交野線にも入線するようになった。支線運用時は種別および行先は自動更新される。
2014年（平成26年）3月末より2次車の13006Fが運用を開始し、更に同年5月30日より本線用の13021F（7両編成）が運用を開始した。7両編成の20番台は全編成が中間車3両を外した4両編成で運用可能であり、またそれを考慮して本線用でありながらワンマン運転機能を有していることから、2015年（平成27年）7月23日には13021Fが宇治線で、翌24日には交野線で0番台と同様の4両編成として運用された。以降も20番台が4両に短縮され、宇治線・交野線で運用されることがある。
なお、2600系2623F（4両編成）が2015年（平成27年）7月をもって廃車となり、宇治線・交野線での使用車両は基本的に10000系と13000系の2形式に統一された。
7両編成のため早朝の1本を除き原則特急運用に充当されることはないが、2017年（平成29年）頃から行楽シーズンの臨時列車で7両編成の臨時特急が運転されることがあり、この臨時特急には本系列が充当されることがある。また8000系が2016年（平成28年）から2017年（平成29年）にかけて中間車1両の「プレミアムカー」への改造のため7両編成で運用されていた時期には、8000系の運用の状況によって13000系7両編成が定期運用の特急に代走で運用されることがあった。
2017年（平成29年）以降、一時的に7両編成のうち1両が他の7両編成の中間に組み込まれ、8両編成が組成されることがある。中間車1両を抜いた残りの6両は2両を半端車とした上で4両編成として運用されることが多い。8両編成となった編成は6000系や9000系9005Fと共通運用するため、特急や深夜急行など7両編成では見られない種別での運用も見られる。なお、8両に組成される編成は一定期間おきに変更される。

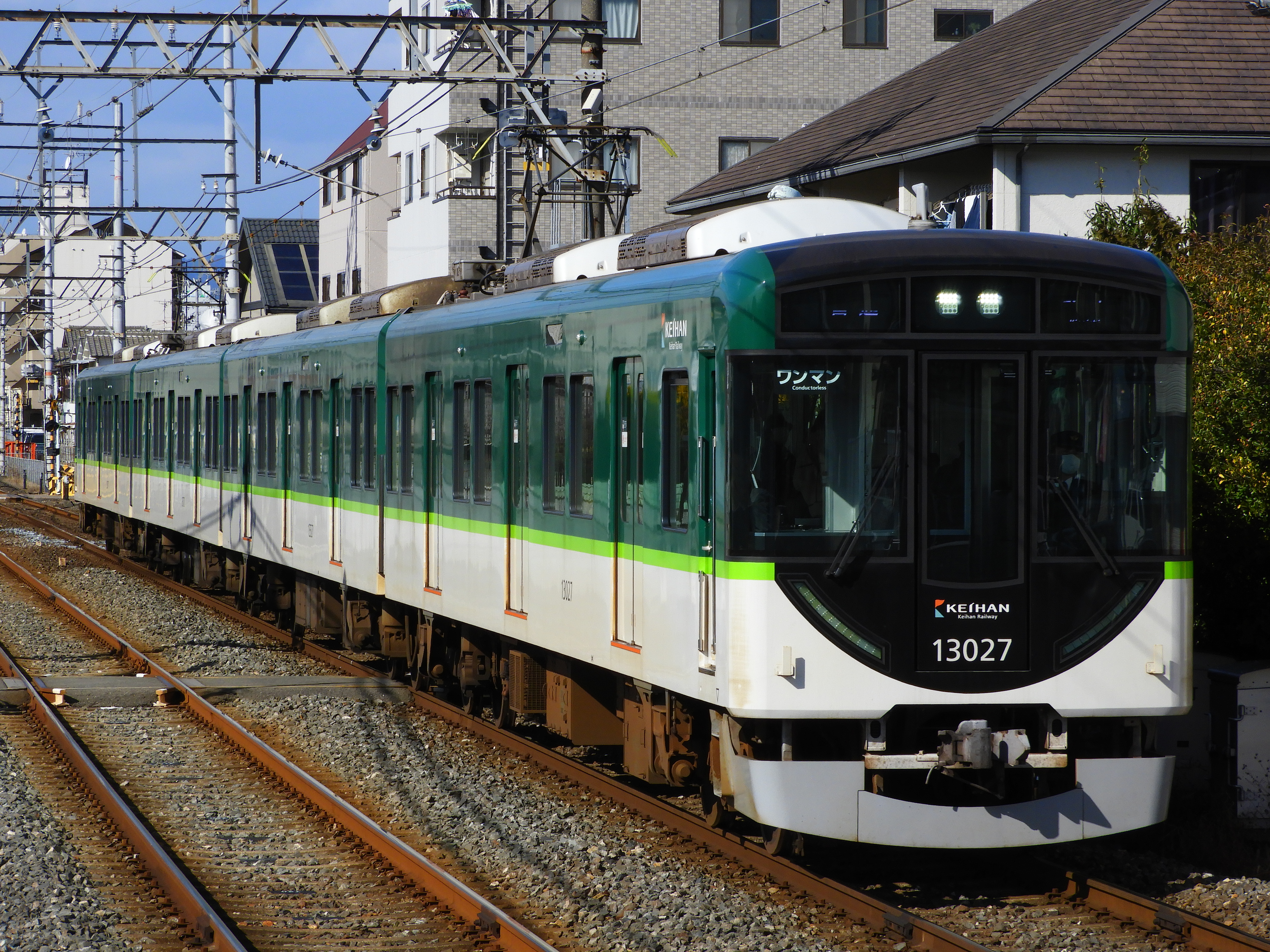
暫定的に4両編成に短縮され、交野線で運用される20番台の13027F （2021年1月30日）
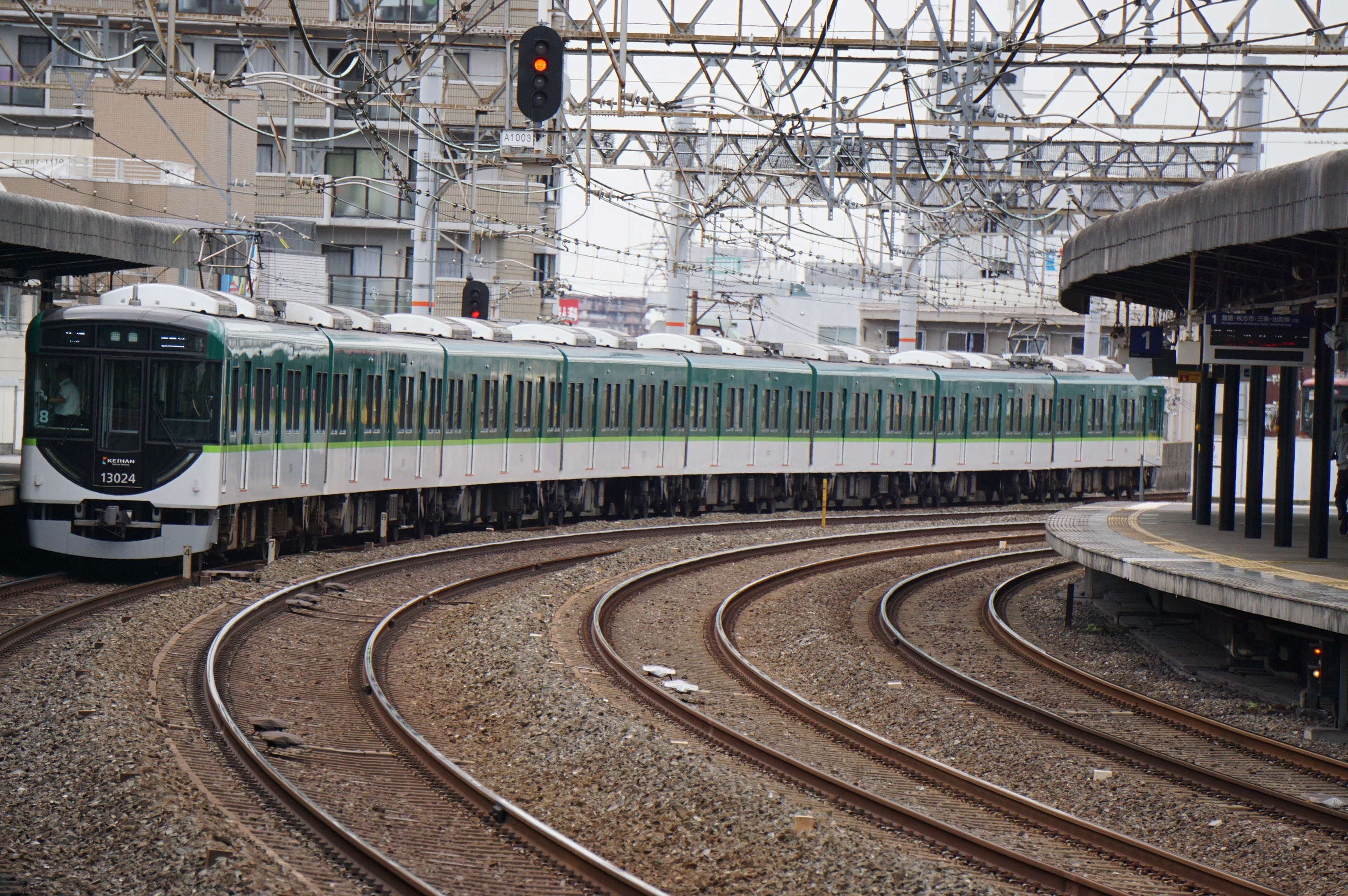
暫定的に8両貫通編成になった13024F （2017年7月27日）
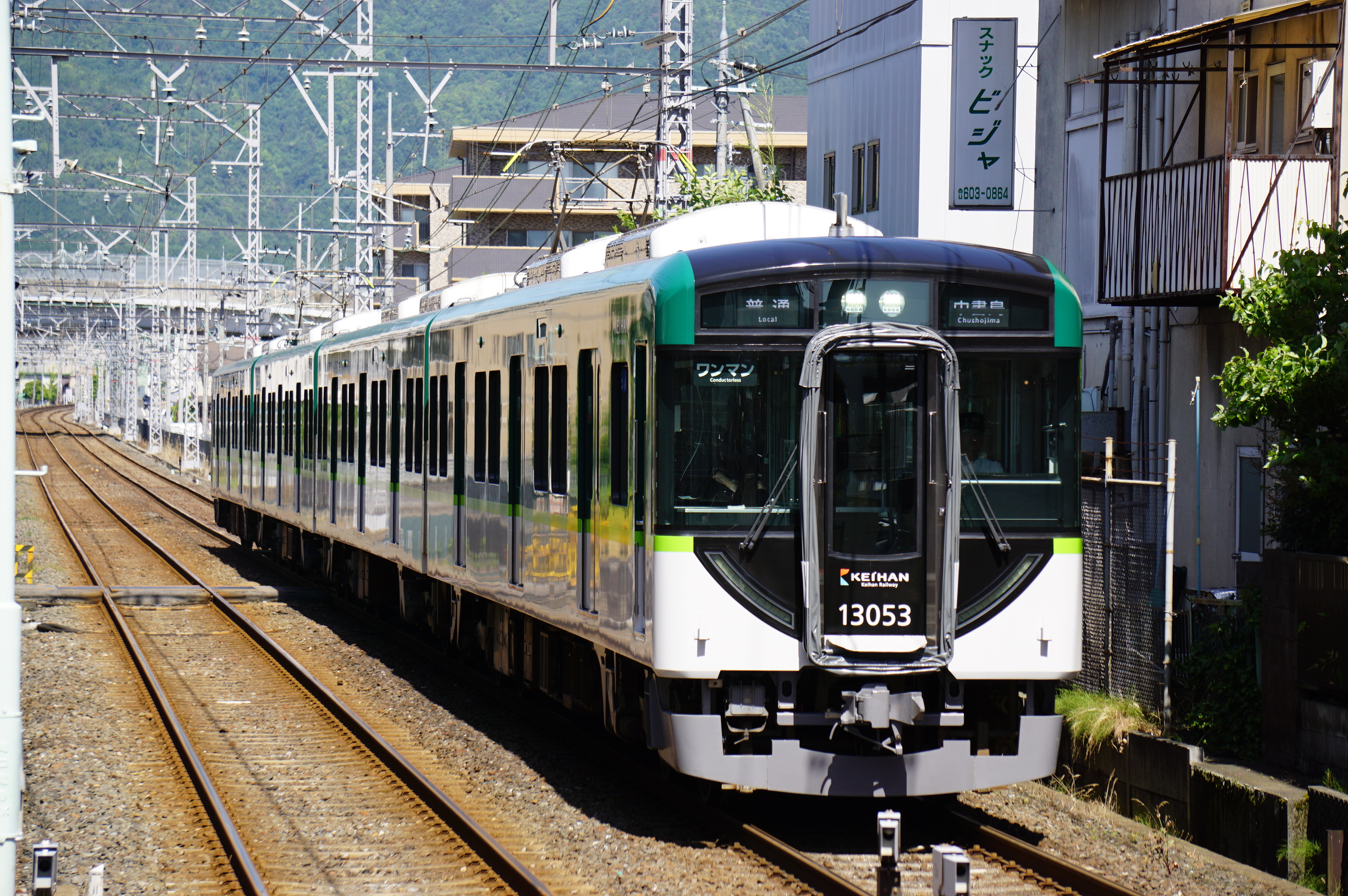
一時的に前面に幌を付けて営業運転に就いた13053号車 （2018年5月24日）

## 特別塗色・ラッピングなど
- 2014年（平成26年）2月15日より、くずはモールのリニューアルオープンをPRするラッピングを、13002Fの両先頭車に実施した[40][41]。
- 2024年（令和6年）4月27日から2025年（令和7年）秋頃まで（予定）、13003Fが「13000系きかんしゃトーマス号」として運行されている[42][43]。

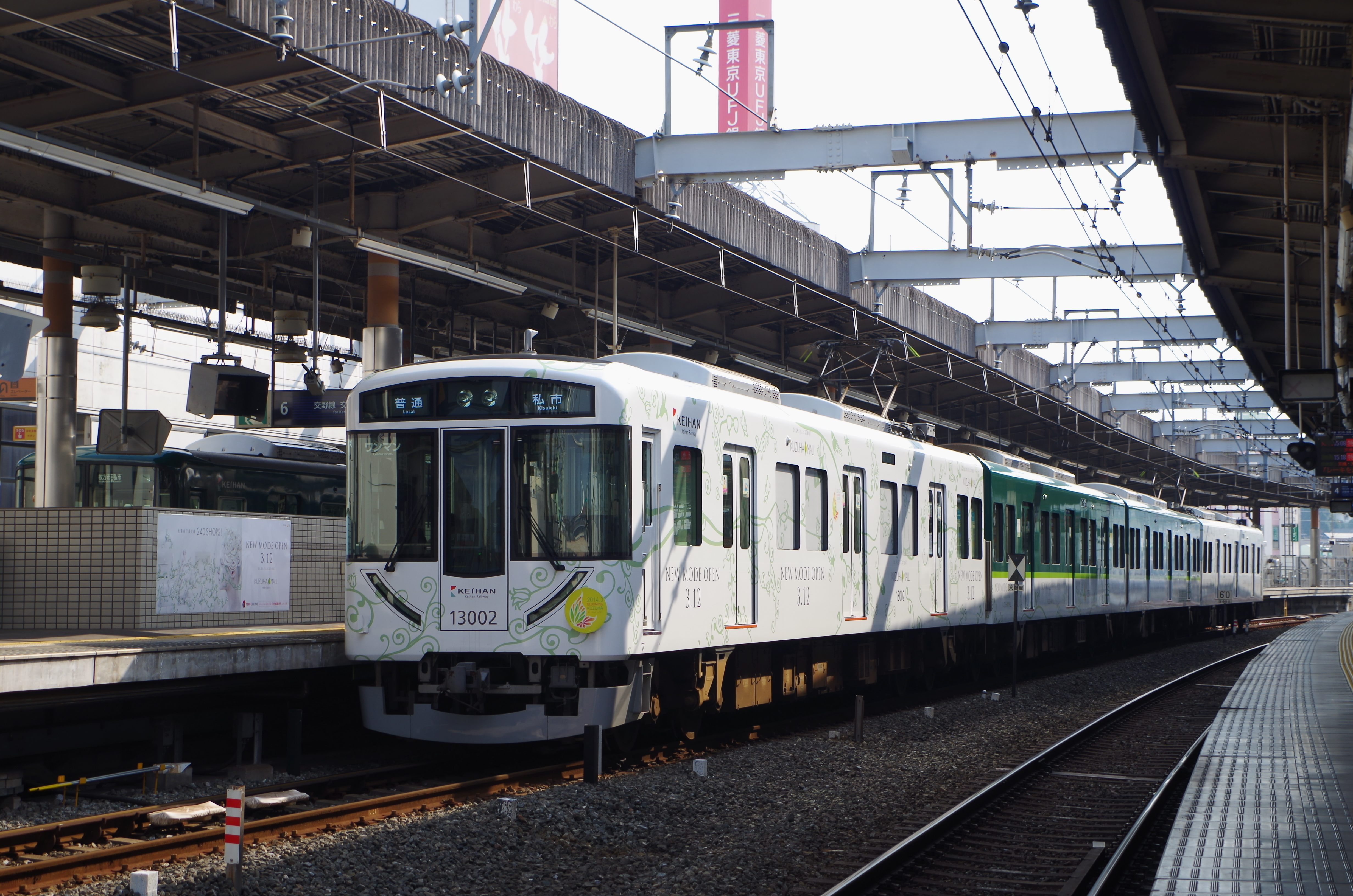
「くずはモール」ラッピングの13002F （2014年3月24日 枚方市駅）

## 編成表
2025年（令和7年）4月1日現在
| ← 出町柳淀屋橋・中之島 → ← 私市枚方市 → ← 宇治中書島 → | ← 出町柳淀屋橋・中之島 → ← 私市枚方市 → ← 宇治中書島 → | ← 出町柳淀屋橋・中之島 → ← 私市枚方市 → ← 宇治中書島 → | ← 出町柳淀屋橋・中之島 → ← 私市枚方市 → ← 宇治中書島 → | ← 出町柳淀屋橋・中之島 → ← 私市枚方市 → ← 宇治中書島 → | ← 出町柳淀屋橋・中之島 → ← 私市枚方市 → ← 宇治中書島 → | ← 出町柳淀屋橋・中之島 → ← 私市枚方市 → ← 宇治中書島 → |
| ------------------------------------------------------ | ------------------------------------------------------ | ------------------------------------------------------ | ------------------------------------------------------ | ------------------------------------------------------ | ------------------------------------------------------ | ------------------------------------------------------ |
| 形式                                                   | ◇ 13000 （Mc1）                                        | 13500 （T0）                                           | 13650 （T1）                                           | ◇ 13050 （Mc2）                                        | 竣工                                                   | 備考                                                   |
| 搭載機器                                               | VVVF CP                                                | SIV                                                    |                                                        | VVVF CP                                                | 竣工                                                   | 備考                                                   |
| 車両番号                                               | 13001                                                  | 13501                                                  | 13651                                                  | 13051                                                  | 2012/03/26                                             |                                                        |
| 車両番号                                               | 13002                                                  | 13502                                                  | 13652                                                  | 13052                                                  | 2012/05/25                                             |                                                        |
| 車両番号                                               | 13003                                                  | 13503                                                  | 13653                                                  | 13053                                                  | 2012/06/08                                             | きかんしゃトーマス号                                   |
| 車両番号                                               | 13004                                                  | 13504                                                  | 13654                                                  | 13054                                                  | 2012/06/26                                             |                                                        |
| 車両番号                                               | 13005                                                  | 13505                                                  | 13655                                                  | 13055                                                  | 2012/07/10                                             |                                                        |
| 車両番号                                               | 13006                                                  | 13506                                                  | 13656                                                  | 13056                                                  | 2014/03/08                                             |                                                        |
| 車両番号                                               | 13007                                                  | 13507                                                  | 13657                                                  | 13057                                                  | 2016/07/11                                             |                                                        |
| 形式                                                   | ＞ 13000 （Mc1）                                       | 13500 （T0）                                           | 13650 （T1）                                           | ＜ 13050 （Mc2）                                       | 竣工 （4両編成化）                                     | 備考                                                   |
| 搭載機器                                               | VVVF CP                                                | SIV                                                    |                                                        | VVVF CP                                                | 竣工 （4両編成化）                                     | 備考                                                   |
| 車両番号                                               | 13031                                                  | 13531                                                  | 13681 （13731）                                        | 13081                                                  | 2021/01/19 （2024/05/10）                              |                                                        |
| 車両番号                                               | 13032                                                  | 13532                                                  | 13682 （13732）                                        | 13082                                                  | 2021/02/10 （2024/08/20）                              |                                                        |
| 車両番号                                               | 13033                                                  | 13533                                                  | 13683 （13733）                                        | 13083                                                  | 2021/03/04 （2024/11/19）                              |                                                        |
| 車両番号                                               | 13034                                                  | 13534                                                  | 13684 （13734）                                        | 13084                                                  | 2021/03/15 （2024/11/21）                              |                                                        |
| 車両番号                                               | 13035                                                  | 13535                                                  | 13685 （13735）                                        | 13085                                                  | 2021/07/02 （2024/11/25）                              |                                                        |
| 車両番号                                               | 13036                                                  | 13536                                                  | 13686 （13736）                                        | 13086                                                  | 2021/09/02 （2025/01/10）                              |                                                        |
| 車両番号                                               | 13037                                                  | 13537 （13771）                                        | 13687 （13775）                                        | 13087                                                  | 2025/02/26                                             | 13537は2014/04/23竣工 13687は2017/03/28竣工            |
| 車両番号                                               | 13038                                                  | 13538 （13776）                                        | 13688 （13777）                                        | 13088                                                  | 2025/02/28                                             | 13538は2018/04/18竣工 13688は2018/05/22竣工            |
| 車両番号                                               | 13039                                                  | 13539 （13773）                                        | 13689 （13774）                                        | 13089                                                  | 2025/03/06                                             | 13539は2016/08/25竣工 13689は2016/09/20竣工            |
| 車両番号                                               | 13040                                                  | 13540 （13586）                                        | 13690 （13186）                                        | 13090                                                  | 2025/03/13                                             | 13540・13690は2021/09/02竣工 13690は電装解除車         |
| 車両番号                                               | 13041                                                  | 13541 （13581）                                        | 13691 （13181）                                        | 13091                                                  | 2025/03/17                                             | 13541・13691は2021/01/19竣工 13691は電装解除車         |
| 車両番号                                               | 13042                                                  | 13542 （13582）                                        | 13692 （13182）                                        | 13092                                                  | 2025/03/19                                             | 13542・13692は2021/02/10竣工 13692は電装解除車         |
| 車両番号                                               | 13043                                                  | 13543 （13583）                                        | 13693 （13183）                                        | 13093                                                  | 2025/03/31                                             | 13543・13693は2021/03/04竣工 13693は電装解除車         |

| ← 出町柳淀屋橋・中之島 → | ← 出町柳淀屋橋・中之島 → | ← 出町柳淀屋橋・中之島 → | ← 出町柳淀屋橋・中之島 → | ← 出町柳淀屋橋・中之島 → | ← 出町柳淀屋橋・中之島 → | ← 出町柳淀屋橋・中之島 → | ← 出町柳淀屋橋・中之島 → | ← 出町柳淀屋橋・中之島 →  | ← 出町柳淀屋橋・中之島 → |
| ------------------------ | ------------------------ | ------------------------ | ------------------------ | ------------------------ | ------------------------ | ------------------------ | ------------------------ | ------------------------- | ------------------------ |
| 形式                     | ◇ 13000 （Mc1）          | 13500 （T0）             | 13700 （T2）             | ◇ 13150 （M1）           | 13550 （T3）             | 13750 （T4）             | ◇ 13050 （Mc2）          | 竣工                      | 備考                     |
| 搭載機器                 | VVVF CP                  | SIV                      |                          | VVVF CP                  | SIV                      |                          | VVVF CP                  | 竣工                      | 備考                     |
| 車両番号                 | 13022                    | 13522                    | 13722                    | 13172                    | 13572                    | 13772                    | 13072                    | 2014/07/24                |                          |
| 形式                     | ◇ 13000 （Mc1）          | 13500 （T0）             | 13700 （T2）             | ◇ 13150 （M1）           | 13550 （T3）             | 13850 （T6）             | ◇ 13050 （Mc2）          | 竣工 （編入車改番日）     | 備考                     |
| 搭載機器                 | VVVF CP                  | SIV                      |                          | VVVF CP                  | SIV                      |                          | VVVF CP                  | 竣工 （編入車改番日）     | 備考                     |
| 車両番号 （旧車番）      | 13021                    | 13521                    | 13721                    | 13171                    | 13571                    | 13871 （3751）           | 13071                    | 2014/04/23 （2023/06/19） |                          |
| 車両番号 （旧車番）      | 13023                    | 13523                    | 13723                    | 13173                    | 13573                    | 13873 （3753）           | 13073                    | 2016/08/25 （2023/07/04） |                          |
| 車両番号 （旧車番）      | 13024                    | 13524                    | 13724                    | 13174                    | 13574                    | 13874 （3754）           | 13074                    | 2016/09/20 （2023/07/10） |                          |
| 車両番号 （旧車番）      | 13025                    | 13525                    | 13725                    | 13175                    | 13575                    | 13875 （3755）           | 13075                    | 2017/03/28 （2023/07/12） |                          |
| 車両番号 （旧車番）      | 13026                    | 13526                    | 13726                    | 13176                    | 13576                    | 13876 （3756）           | 13076                    | 2018/04/18 （2023/07/24） |                          |
| 車両番号 （旧車番）      | 13027                    | 13527                    | 13727                    | 13177                    | 13577                    | 13877 （3752）           | 13077                    | 2018/05/22 （2023/08/08） |                          |

| ← 出町柳淀屋橋・中之島 → | ← 出町柳淀屋橋・中之島 → | ← 出町柳淀屋橋・中之島 → | ← 出町柳淀屋橋・中之島 → | ← 出町柳淀屋橋・中之島 → |
| ------------------------ | ------------------------ | ------------------------ | ------------------------ | ------------------------ |
| 形式                     | ＞ 13150 （M1）          | 13550 （T3）             | 竣工                     | 備考                     |
| 搭載機器                 | VVVF CP                  | SIV                      | 竣工                     | 備考                     |
| 車両番号                 | 13184                    | 13584                    | 2021/03/15               |                          |
| 車両番号                 | 13185                    | 13585                    | 2021/07/02               |                          |

凡例
- VVVF：制御装置
- SIV：補助電源
- CP：空気圧縮機
- ◇：集電装置（下枠交差式）
- ＜・＞：集電装置（シングルアーム）